# ديك وولف
ديك وولف (بالإنجليزية: Dick Wolf)‏ هو لاعب كرة قدم أمريكية أمريكي، ولد في 29 أغسطس 1900 في غرينفيل في الولايات المتحدة، وتوفي في 28 يونيو 1967 في ماريون في الولايات المتحدة.